# Odbojni zakon
Odbójni zákon opisuje obnašanje valovanja pri odboju na meji sredstev z različnima hitrostma valovanja. Velja, da je odbojni kot enak vpadnemu, ter da vpadni in odbiti žarek ležita z vpadno pravokotnico v isti ravnini.